# Karłowice (województwo opolskie)
Karłowice (niem. Karlsmarkt) – wieś w Polsce położona w województwie opolskim, w powiecie opolskim, w gminie Popielów. Dawniej miasto, wymienione jako miasto jeszcze w 1843 roku.
W latach 1954–1972 wieś należała i była siedzibą władz gromady Karłowice. W latach 1973–1975 miejscowość była siedzibą gminy Karłowice. W latach 1975–1998 miejscowość administracyjnie należała do ówczesnego województwa opolskiego.
W roku 1613 śląski regionalista i historyk Mikołaj Henel z Prudnika wymienił miejscowość w swoim dziele o geografii Śląska pt. Silesiographia podając jej łacińską nazwę: Ketzerdorfium.
| SIMC    | Nazwa       | Rodzaj     |
| ------- | ----------- | ---------- |
| 0502227 | Karłowiczki | przysiółek |
| 0502233 | Olszak      | przysiółek |

## Zabytki
Do wojewódzkiego rejestru zabytków wpisane są:
- kościół ewangelicki, obecnie rzymskokatolicki należący do parafii pw. św. Michała Archanioła, z końca XIX wieku
- zespół zamku:
  - Zamek w Karłowicach
  - kaplica zamkowa z 1715 roku pełniąca obecnie funkcję kościoła ewangelickiego pw. św. Michała Archanioła
  - park zamkowy
- dom ks. Jana Dzierżona, ul. Kościelna 5, z 1864 r.
- stajnia z wozownią, w zespole młyna, ul. Młyńska, z poł. XIX w., po 1930 r.

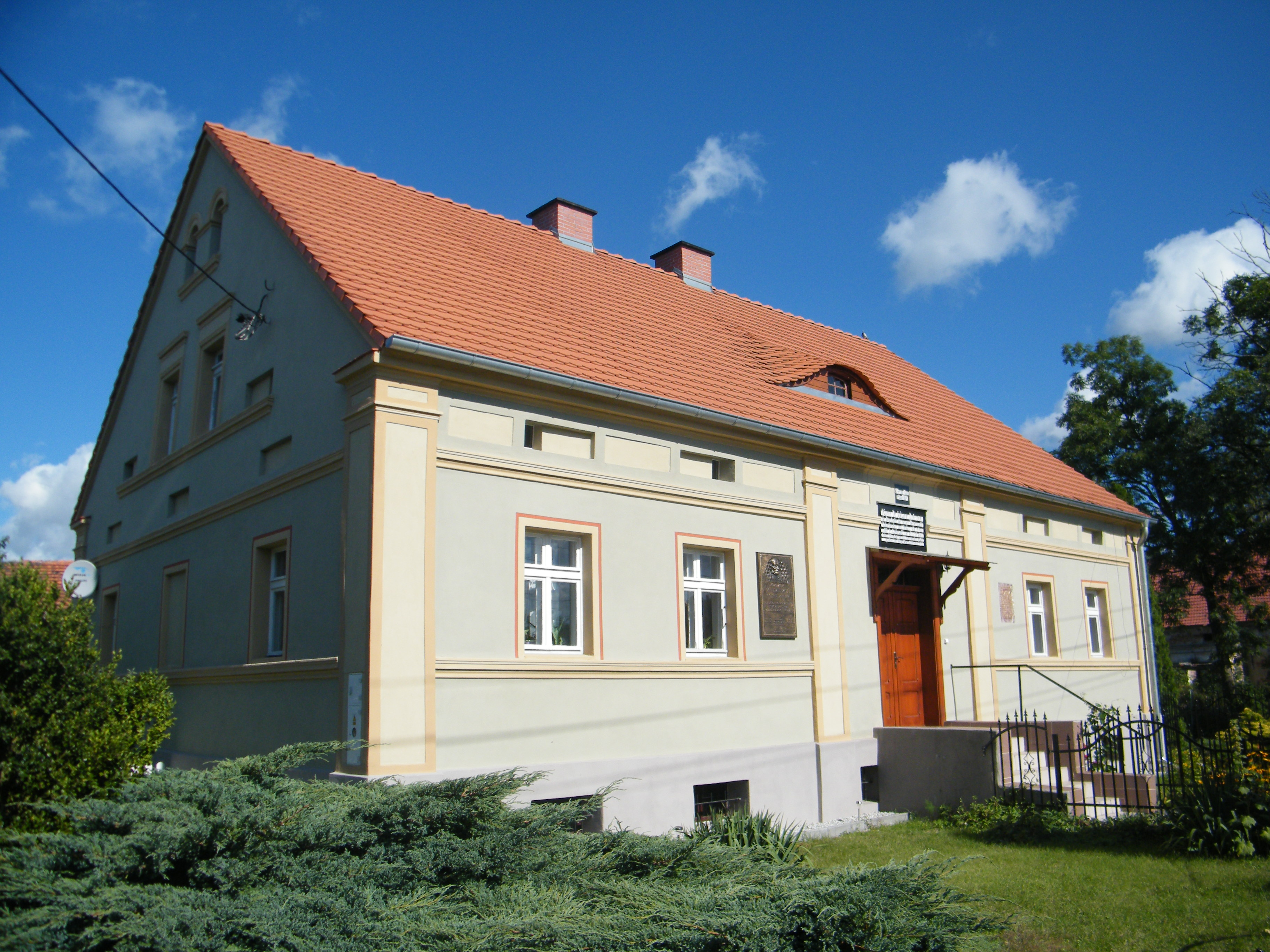
Dom ks. Jana Dzierżona, ul. Kościelna 5, z 1864 r
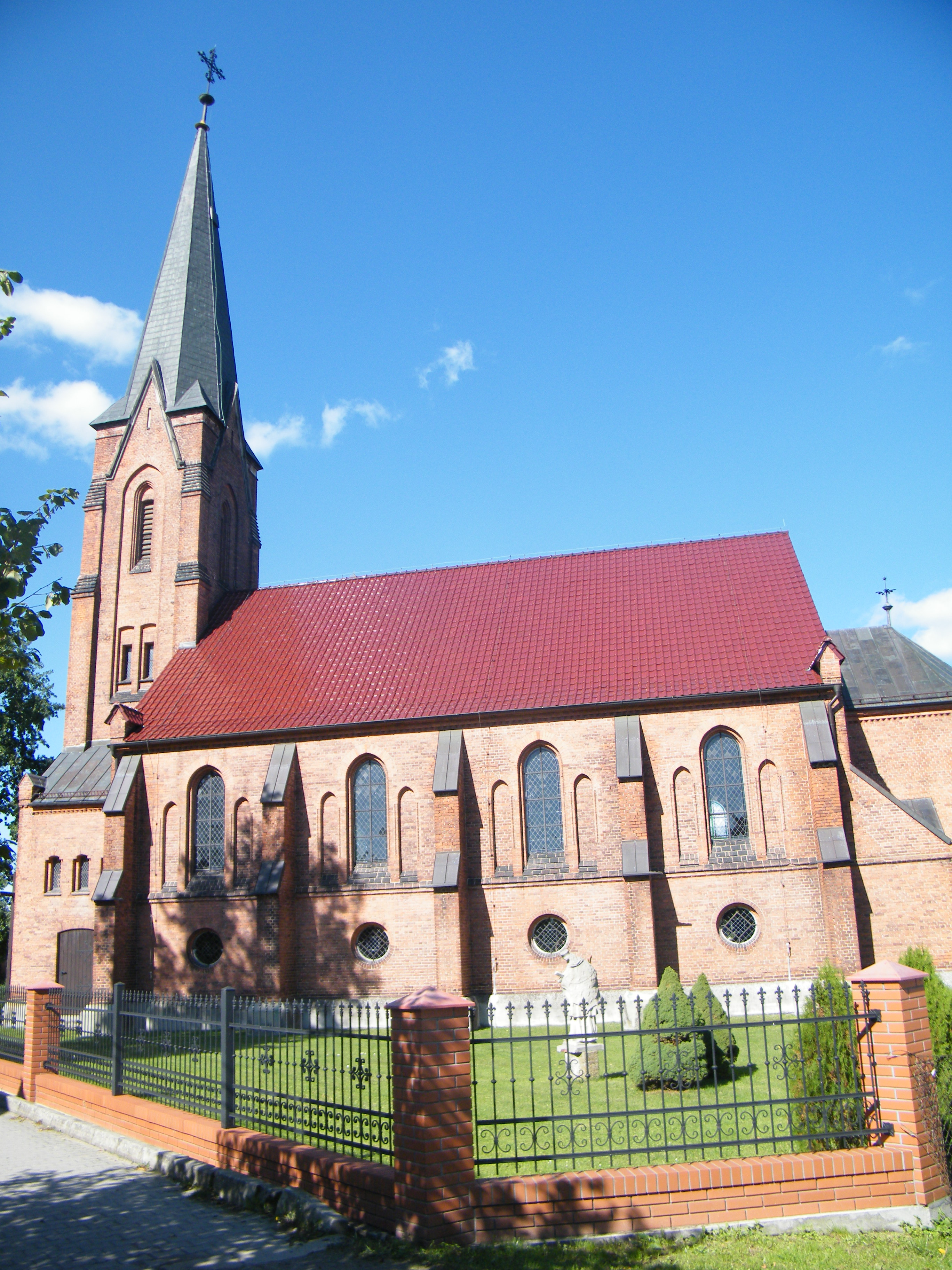
Kościół pw. św. Michała Archanioła, z końca XIX wieku
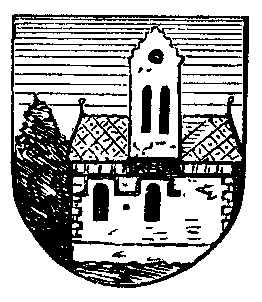
Dawny herb Karłowic ok. 1870